# Rheobates pseudopalmatus
Espèce
Synonymes
- Colostethus pseudopalmatus Rivero & Serna, 2000 "1995"

Statut de conservation UICN

 LC  : Préoccupation mineure
Rheobates pseudopalmatus est une espèce d'amphibiens de la famille des Aromobatidae.

## Répartition
Cette espèce est endémique d'Amalfi dans le département d'Antioquia en Colombie. Elle se rencontre entre 100 et 1 500 m d'altitude.

## Publication originale
- Rivero & Serna, 2000 "1995" : New species of Colostethus (Amphibia, Dendrobatidae) of the Department of Antioquia, Colombia, with the description of the tadpole of Colostethus fraterdanieli. Revista de Ecologia Latino Americana, vol. 2, no 1/3, p. 45-58 (« texte intégral »(Archive.org • Wikiwix • Archive.is • Google • Que faire ?)).